# CKT Tmit-Champion System (wielerploeg)/2010
Deze pagina geeft een overzicht van de CKT Tmit-Champion System-wielerploeg in 2010.

## Algemene gegevens
Sponsor: CKT Tmit, Champion System 
Algemeen manager: Markus Kammermann
Ploegleider: Kuang-Tsan Chiang, Ashot Korkotyan

## Renners
| Naam             | Geboortedatum | Nationaliteit | Ploeg 2009                          |
| ---------------- | ------------- | ------------- | ----------------------------------- |
| Gevorg Arakelyan | 10-06-1990    | Armenië       | Neo                                 |
| Roger Beuchat    | 02-01-1972    | Zwitserland   | Team Stegcomputer-Neotel            |
| Joris Boillat    | 23-01-1983    | Zwitserland   | Neo                                 |
| Holger Burkhardt | 16-12-1987    | Duitsland     | RC Arbo Wels Gourmetfein            |
| Serge Herz       | 24-12-1983    | Duitsland     | Letua Cycling Team                  |
| Peter Jörg       | 25-02-1972    | Zwitserland   | Neo                                 |
| Arman Kharatyan  | 20-07-1988    | Armenië       | Neo                                 |
| Jaan Kirsipuu    | 17-07-1969    | Estland       | Letua Cycling Team                  |
| Tigran Korkotyan | 16-10-1982    | Armenië       | Team Stegcomputer-Neotel            |
| Deon Locke       | 25-05-1987    | Australië     | Ride Sport Racing/Team Prime Estate |
| Shusaku Matsuo   | 15-07-1989    | Japan         | Team Stegcomputer-Neotel            |
| Davit Mkrtchyan  | 06-05-1990    | Armenië       | Neo                                 |
| Mart Ojavee      | 09-11-1981    | Estland       | Cycling Club Bourgas                |
| Benjamin Stauder | 30-10-1987    | Duitsland     | Team Stegcomputer-Neotel            |
| Yin Chih Wang    | 21-10-1988    | Taiwan        | Neo                                 |

2010 · 2011 · 2012 · 2013